# Catedral de Durham
La Iglesia Catedral de Cristo, la Virgen María y San Cutberto (en inglés: The Cathedral Church of Christ, Blessed Mary the Virgin and St Cuthbert of Durham), generalmente conocida como la Catedral de Durham es una catedral que se encuentra en la ciudad de Durham, en el norte de Inglaterra (Reino Unido). Es la sede del obispo de Durham, el cuarto obispo en rango en la jerarquía de la Iglesia de Inglaterra. La actual catedral fue empezada en 1093, reemplazando a la «iglesia blanca» sajona, y está considerada uno de los mejores ejemplos de arquitectura normanda en Europa. Sigue siendo un importante centro religioso hoy en día. Es la sede del Santuario de san Cutberto.
Está considerada como uno de los más acabados ejemplos de arquitectura normanda en Europa y en 1986 fue designada Patrimonio de la Humanidad de la Unesco junto con el castillo de Durham. Desde lo alto de la torre de 66 metros de altura —a la que se accede por 325 escalones— se puede contemplar el castillo, la localidad de Durham y el área circundante.
La catedral alberga el santuario y diversos tesoros relacionados con Cutberto de Lindisfarne, un santo del siglo VII, que fueron llevados a Durham por monjes de Lindisfarne en el siglo IX. También descansan en ella la cabeza de san Osvaldo de Northumbria y los restos de Beda el Venerable. Además, su biblioteca contiene uno de los más completos conjuntos de antiguos libros impresos en Inglaterra, las cuentas monásticas anteriores a la Disolución, y tres copias de la Magna Carta.
Desde 1080 hasta 1836 el obispo de Durham disfrutó de los poderes de un conde palatino, teniendo un liderazgo no solo religioso sino también militar y civil para proteger la frontera escocesa. Los muros de la catedral formaban parte del castillo de Durham, una de las residencias del obispo de Durham.
Hay servicios diarios de la iglesia de Inglaterra en la catedral, con el coro de la catedral de Durham cantando diariamente excepto los lunes y cuando el coro está de vacaciones. La catedral es una gran atracción turística dentro de la región, atrayendo a 755.000 visitantes en 2015.

## Historia

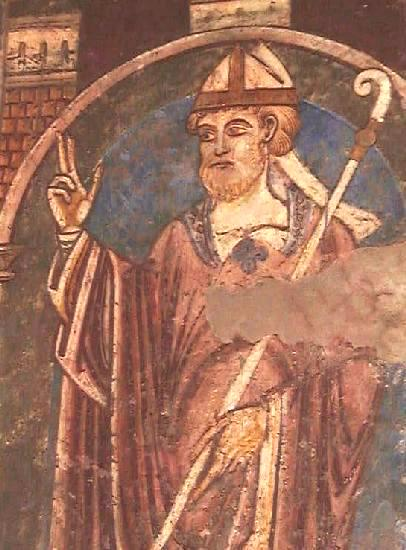
Fresco de la Catedral de Durham representando a san Cutberto.

### Periodo sajón

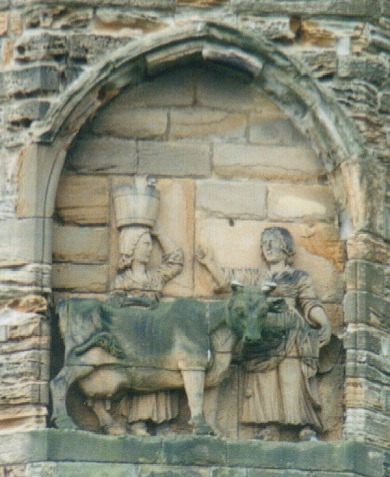
Leyenda de la fundación de Durham representada en la catedral.

El origen de Durham como centro religioso se remonta a la antigua diócesis de Lindisfarne, establecida por san Aidan de Lindisfarne a instancias de san Osvaldo de Northumbria hacia el año 635. La sede permaneció en Durham hasta el año 664, en que se trasladó a York, aunque posteriormente fue reinstaurada en el 678 por el Arzobispo de Canterbury. La comunidad de Lindisfarne albergó a varios futuros santos, como san Cutberto de Lindisfarne, obispo de Lindisfarne desde 685 hasta su muerte en las islas Farne en 687, y que es fundamental en el desarrollo posterior de la catedral de Durham.
Tras repetidos asaltos vikingos, los monjes abandonaron Lindisfarne en el 875, llevándose consigo las reliquias de San Cutberto. La diócesis siguió siendo itinerante hasta el 882, cuando restablecieron una comunidad en Chester-le-Street. La sede permaneció allí hasta el 995, cuando nuevas incursiones vikingas obligaron a los monjes a trasladar nuevamente las reliquias. Según las leyendas locales, los monjes comenzaron a seguir a dos lecheras que estaban buscando a una vaca marrón (dun), y éstas los guiaron a una península formada por un meandro del río Wear. Cuando llegaron a ese lugar, les fue imposible seguir moviendo el ataúd de San Cutberto, lo que interpretaron como una señal de que debían construir allí el nuevo santuario. Una versión más prosaica para la elección de este lugar es su posición fácilmente defendible en lo alto de una colina, y que una comunidad establecida en esos terrenos gozaría de la protección del conde de Northumberland, ya que el obispo, Aldhun, tenía fuertes lazos familiares con los condes. En cualquier caso, en honor a la leyenda, la calle que lleva desde The Bailey pasando por las torres orientales de la catedral hasta Palace Green se denomina todavía hoy Dun Cow Lane, es decir, «calle de la vaca marrón» debido a las vacas de color pardo (dun) en miniatura que solían pastar por los prados cercanos.
Inicialmente se construyó una estructura temporal muy simple de madera para albergar las reliquias de san Cutberto. El santuario fue posteriormente trasladado a otro edificio más sólido, aunque también de madera, conocido como White Church («iglesia blanca»). Esta iglesia fue reemplazada tres años en 998 más tarde por una construcción de piedra del mismo nombre, y en 1018 ya sólo faltaba por terminar la torre oeste. Durham pronto se convirtió en un centro de peregrinaje, favorecido por un culto creciente a san Cutberto. El rey Canuto fue uno de los primeros peregrinos, y garantizó privilegios y tierras a la comunidad de Durham. Tanto la importancia religiosa y económica como la posición estratégica de la catedral ayudaron a que surgiera un pueblo su alrededor, que es el núcleo de la ciudad moderna posterior.

### Edad Media

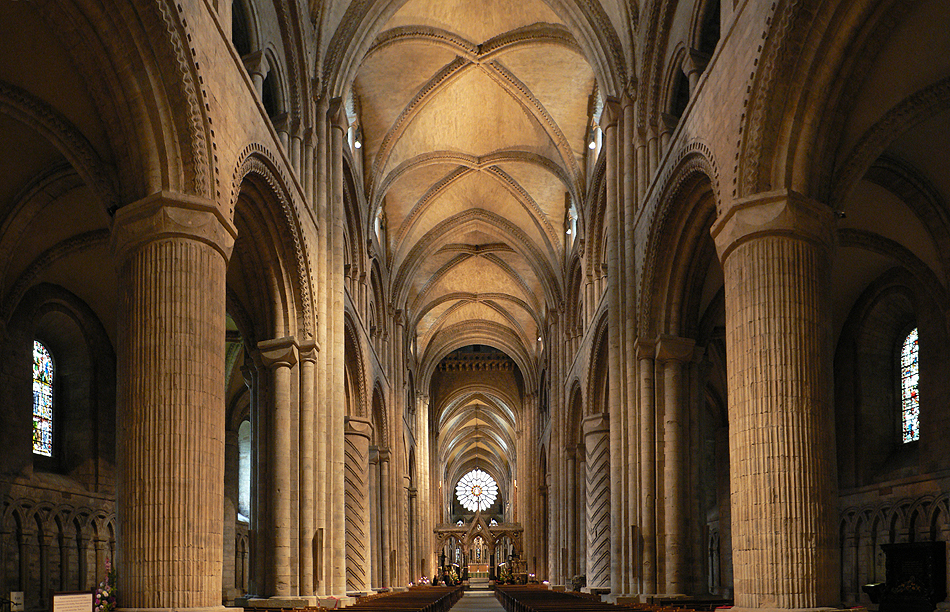
La nave central de la catedral en 2010.

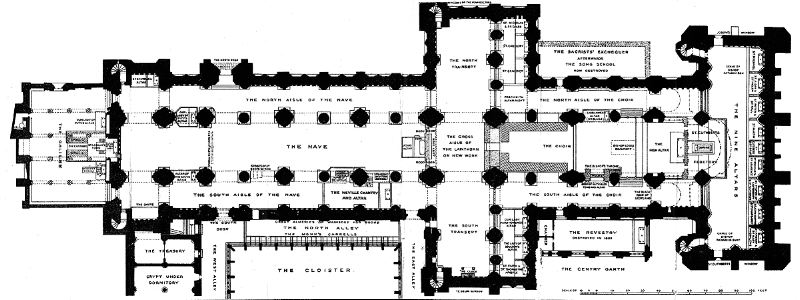
Plano de la catedral de Durham.

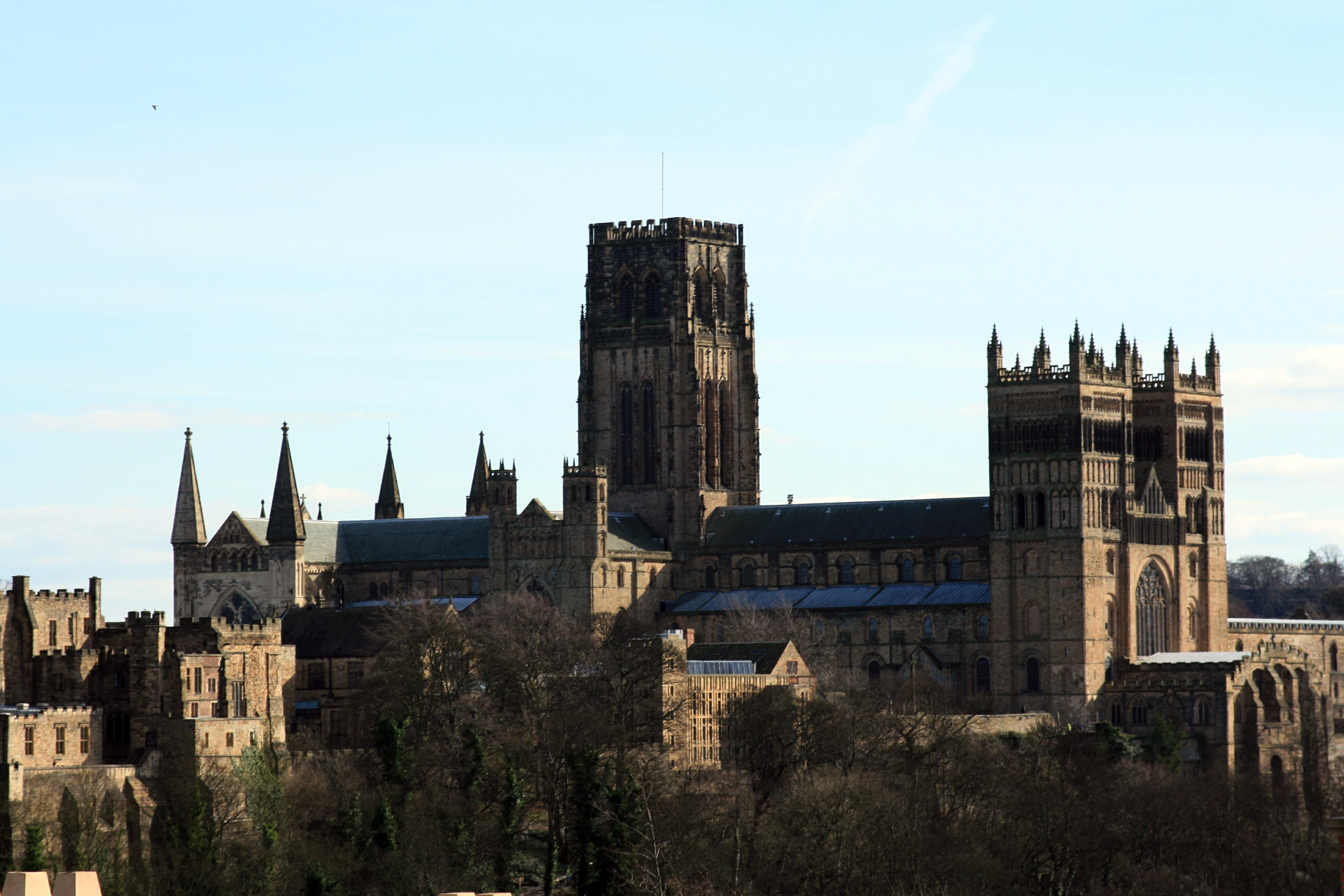
Vista lateral de la catedral.

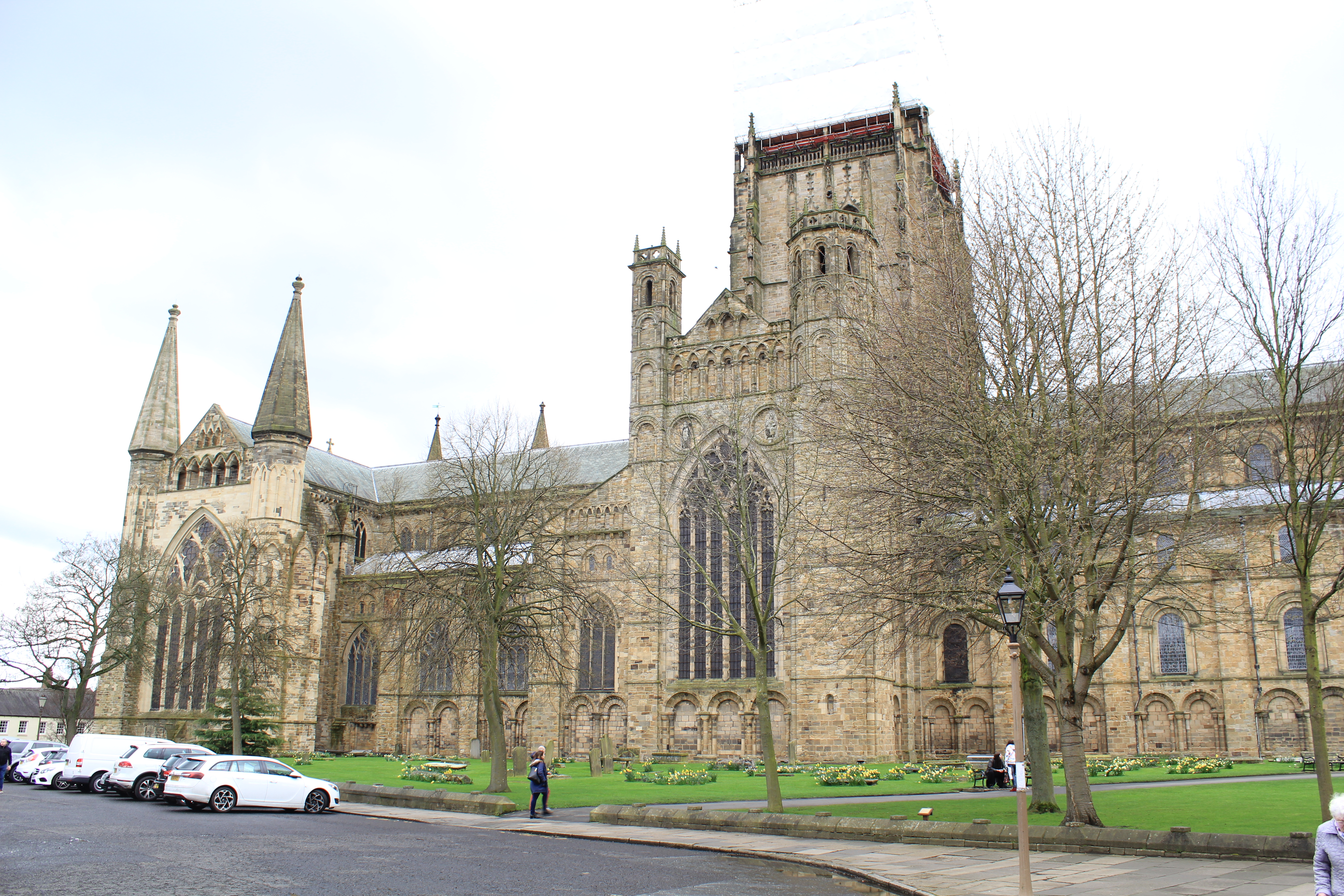
Catedral de Durham desde el norte

La catedral actual fue inicialmente diseñada y construida bajo el mandato del primer príncipe-obispo, Guillermo de San Calais o San Carilef, nombrado por el rey Guillermo el Conquistador en 1080. Desde aquella época, ha habido grandes adiciones y reconstrucciones de algunas partes del edificio, pero la mayor parte de la estructura sigue siendo fiel al diseño normando. La construcción se inició en 1093 por el extremo oriental. El coro fue terminado para 1096 y las obras continuaron en la nave central cuyos muros fueron terminados para el año 1128, y la alta bóveda terminada por 1135. La casa del capítulo, parcialmente demolida en el siglo XVIII, fue construida entre 1133 y 1140. Guillermo murió en 1096 antes de que se terminara el edificio, dejando la responsabilidad de la construcción a su sucesor, Ranulf Flambard, quien también construyó el puente de Framwellgate, el primer cruce del río Wear en la ciudad. Tres obispos, Guillermo de San Carilef, Ranulfo Flambard y Hugo de Puiset, están todos enterrados en la Sala Capitular reconstruida, que se encuentra frente al claustro.
El edificio es notable por la bóveda de su nave principal, con arcos apuntados transversales apoyado alternativamente en columnas relativamente finas y en columnas gruesas, y con arbotantes ocultos en el triforio, sobre los pasillos. Estas características parecen ser precedentes de la arquitectura gótica que se extendería por el norte de Francia unas décadas más tarde, sin duda debido a la influencia de los canteros normandos involucrados en su construcción. Sin embargo, en general, la catedral de Durham pertenece propiamente al estilo románico.
En los años 1170, el obispo Hugo de Puiset, después de un falso comienzo en el extremo oriental donde la subsidencia y la ruptura impidió que continuaran las obras, añadió la capilla Galilea en el extremo oeste de la catedral. El edificio de cinco naves ocupa la posición de un porche, funcionó como una capilla de damas y la gran puerta del Oeste fue bloqueada durante el período medieval por un altar dedicado a la Virgen María. La puerta está hoy bloqueada por la tumba del obispo Tomás Langley. La capilla Galilea también conserva los restos de Beda el Venerable. La entrada principal a la catedral está en el lado norte, frente al castillo.
En 1228 Richard le Poore vino desde Salisbury donde se estaba construyendo una nueva catedral en estilo gótico. En esa época, el extremo oriental de la catedral necesitaba urgentemente reparación y fracasó la propuesta extensión hacia el Este. Le Poore empleó al arquitecto Richard Farnham para que diseñara un extremo oriental para el edificio en que muchos monjes podían pronunciar el oficio diario simultáneamente. El edificio resultante fue la Capilla de los Nueve Altares. Las torres también datan de principios del siglo XIII, pero la torre central fue destruida por un rayo y reemplazada en dos etapas en el siglo XV, siendo los maestros masones Thomas Barton y John Bell.
El Santuario de san Cutberto estaba en el extremo absidial oriental de la catedral. La ubicación del muro interior del ábside está marcado en el pavimento y la tumba de Cutberto está cubierta con una simple losa. Sin embargo, un monje anónimo escribió en 1593:

Se estimaba que [el santuario] era uno de los más suntuosos en toda Inglaterra, tan grandes eran las ofrendas y las joyas que le donaban, e inacabables los milagros que se forjaron allí, incluso en estos últimos días.
Rites of Durham

### Disolución
La tumba de Cutberto fue destruida por orden del rey Enrique VIII en 1538, y la riqueza del monasterio pasó al rey. El cuerpo del santo fue exhumado, y según los Ritos de Durham, se descubrió que estaba incorrupto. Fue enterrado de nuevo bajo una simple losa de piedra desgastada por las rodillas de los peregrinos, pero el antiguo pavimento alrededor de él sigue estando intacto. Dos años después, el 31 de diciembre de 1540, el monasterio benedictino de Durham fue disuelto, pese a lo cual la Catedral y su claustro permanecieron en buen estado de conservación. El último prior de Durham (Hugo Whitehead) se convirtió en el primer deán del capítulo secular de la catedral.

### SigloXVII

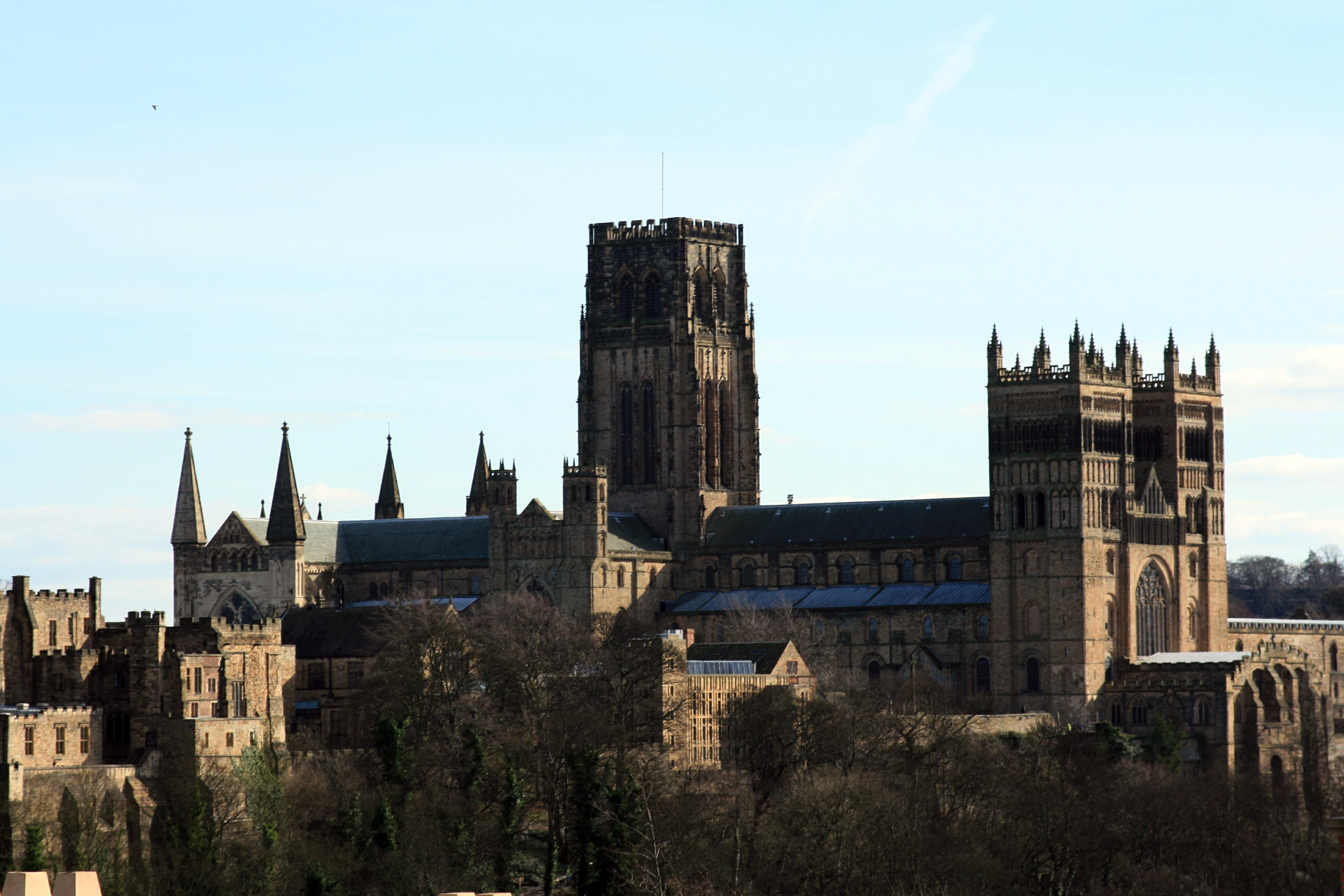
El castillo de Durham y la catedral, desde el noroeste

En 1650, la catedral de Durham fue utilizada por Oliver Cromwell como cárcel para prisioneros de guerra, y albergó a soldados escoceses prisioneros de guerra capturados durante la batalla de Dunbar (3 de septiembre de 1650). Se calcula que hasta 3.000 fueron aprisionados de los cuales 1700 murieron en la propia catedral, donde eran mantenidos en condiciones inhumanas, en gran medida sin comida, agua ni calor. Los prisioneros destruyeron gran parte de la carpintería de la catedral para hacer leña pero el Prior Castell's Clock, que representaba el ardo escocés, no sufrió este destino. Se dice que los cuerpos de los prisioneros fueron enterrados en tumbas sin identificar (véase más abajo siglo XXI). Embarcaron a los supervivientes como esclavos a Norteamérica: el Caribe, Virginia y Massachusetts. Ciento cincuenta prisioneros escoceses fueron embarcados con destino a Berwick (Maine) en diciembre de 1650.
John Cosin, obispo de Durham que previamente había sido canónigo de la catedral, se dispuso a restaurar el daño y reamueblar el edificio con nuevos compartimentos, el pupitre de letanía y el dosel por encima de la fuente. Una pantalla de roble para llevar el órgano fue añadido en esta época para reemplazar la pantalla de piedra abatida en el siglo XVI. En los restos del antiguo refectorio, el deán, John Sudbury fundó una biblioteca de antiguos libros impresos.

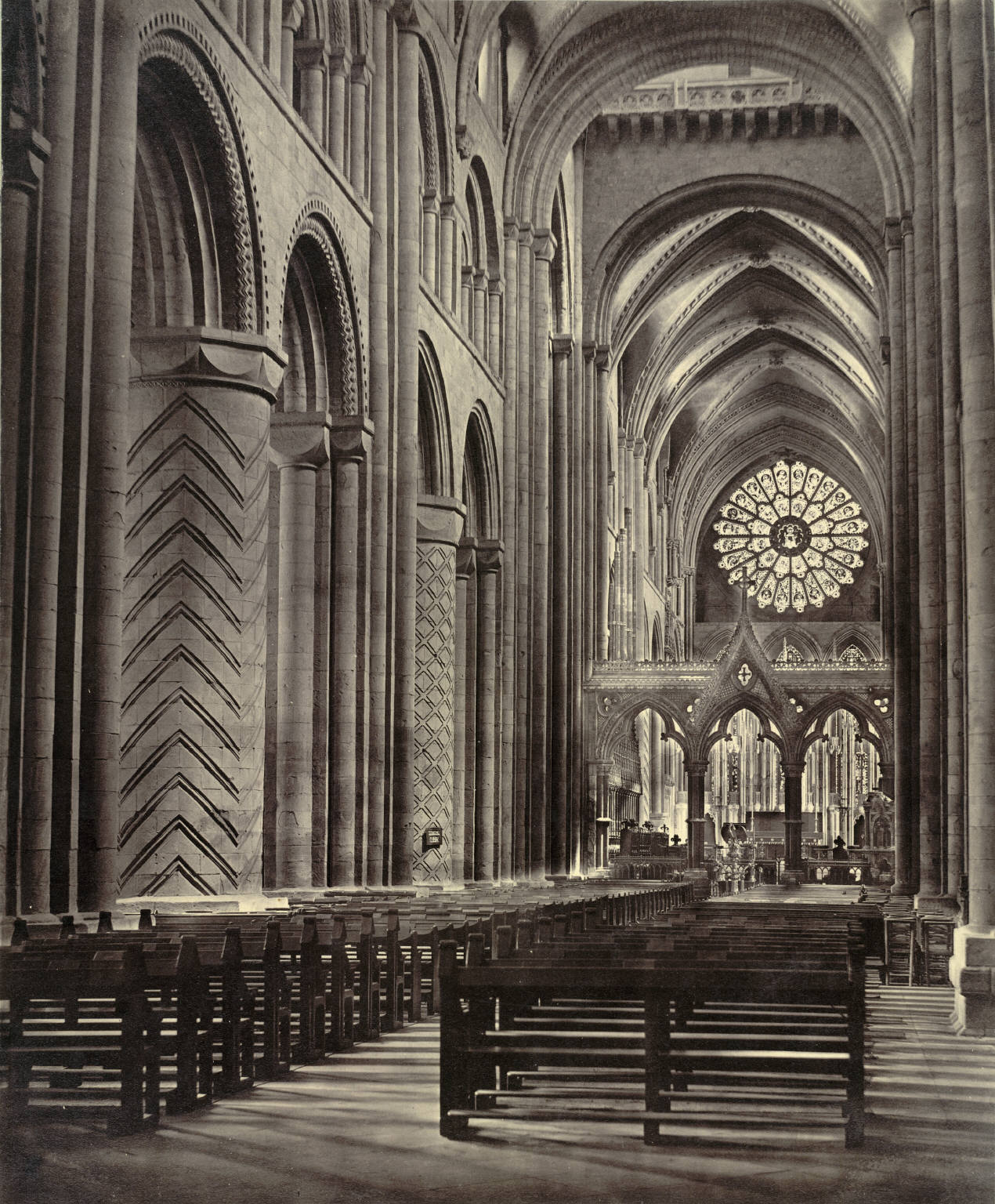
Foto de finales del

### SiglosXVIIIyXIX

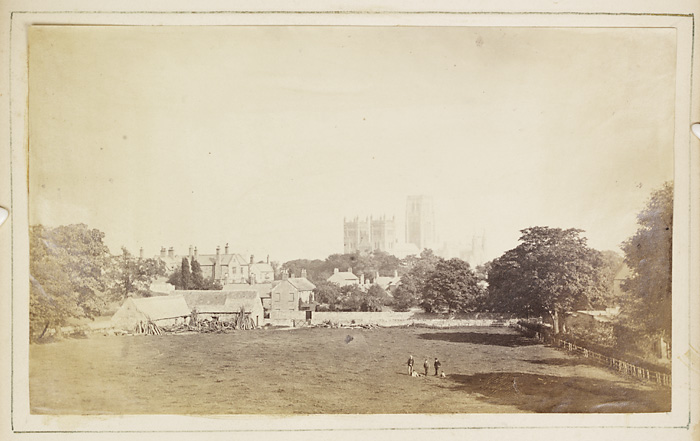
Vista de la catedral de Durham y sus alrededores, h. 1850

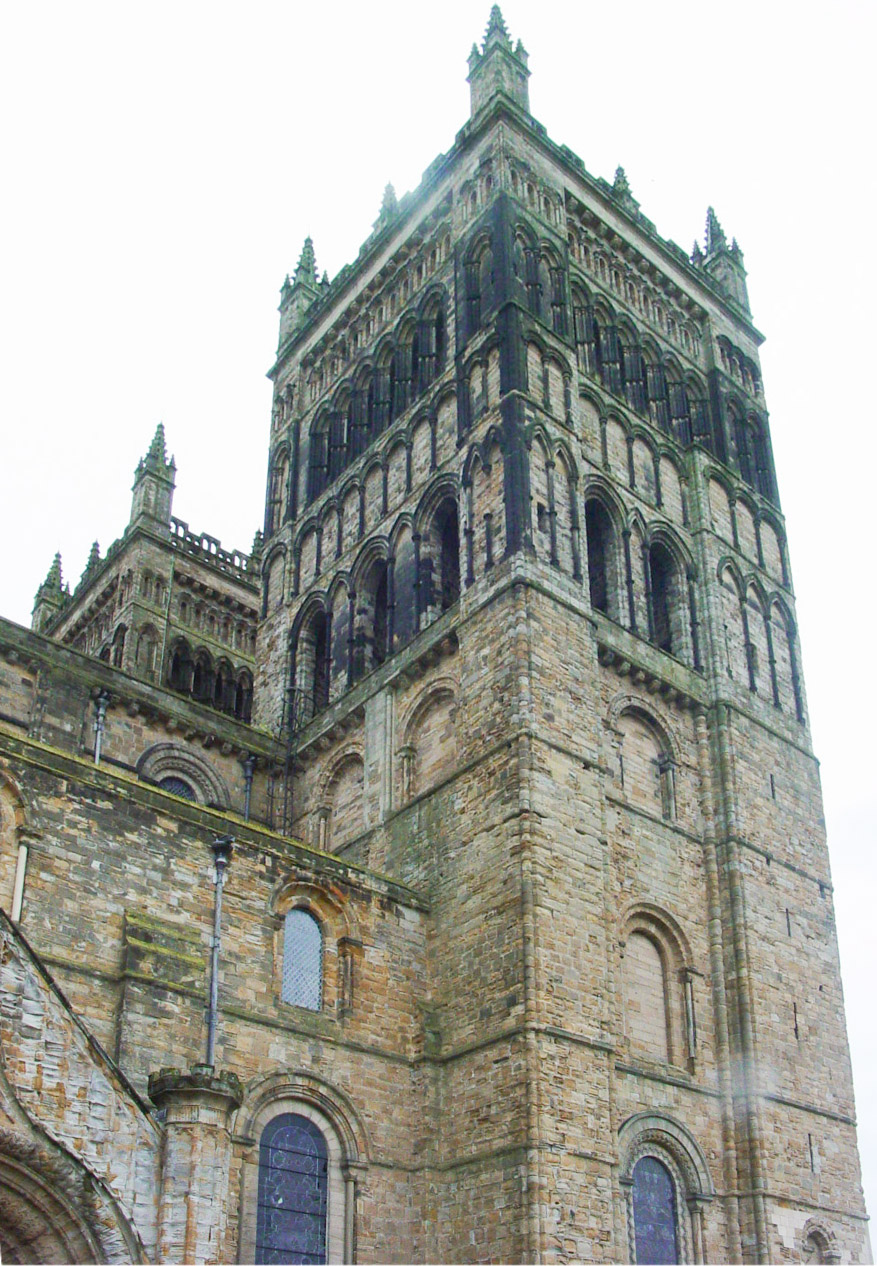
Las torres en el extremo de la nave

Durante el siglo XVIII, los deanes de Durham a menudo desempeñaron otro cargo en el sur de Inglaterra, y después de pasar el tiempo debido en residencia, se marcharían a manejar sus asuntos. En consecuencia, después de las reformas de Cosin, hubo pocas obras de restauración o reconstrucción. Y cuando se reanudaron las obras del edificio, no fue siempre en una forma correcta. En 1777 el arquitecto George Nicholson, que había terminado el puente de Prebends sobre el Wear, convenció al deán y al capítulo para que le permitieran pulir gran parte de la piedra exterior de la catedral, alterando considerablemente su carácter. Su sucesor Guillermo Morpeth demolió gran parte de la casa Capitular.
En 1794 el arquitecto James Wyatt trazó amplios planes que habrían transformado drásticamente el edificio, incluyendo la demolición de la capilla Galilea, pero el capítulo cambió de idea a tiempo para impedir que eso ocurriera. Wyatt también renovó la tracería del siglo XV del rosetón, insertando cristal sencillo para reemplazar el que había estallado durante una tormenta.
En 1847 Anthony Salvin eliminó la pantalla de madera del órgano de Cosin, abriendo la vista del extremo este desde la nave, y en 1858 restauró los claustros.
La restauración de la torre de la catedral en 1859-1860 fue elaborada por el arquitecto George Gilbert Scott, trabajando con Edward Robert Robson (quien fue a trabajar como Clerk of Works en la catedral durante seis años), en el marco de las grandes restauraciones victorianas. En 1874 Scott fue responsable de la pantalla de mármol y del púlpito en el crucero. En 1892 el pupilo de Scott Charles Hodgson Fowler reconstruyó la sala Capitular como un memorial a Joseph Barber Lightfoot (obispo).
La gran ventana occidental, representando al Árbol de Jesé, fue el regalo del deán George Waddington en 1867. Es obra de Clayton and Bell, quienes fueron también responsables por la ventana del Te Deum en el transepto meridional (1869), lde a ventana de los Cuatro doctores en el transepto norte (1875), y del rosetón de Cristo en majestad (ca 1876).

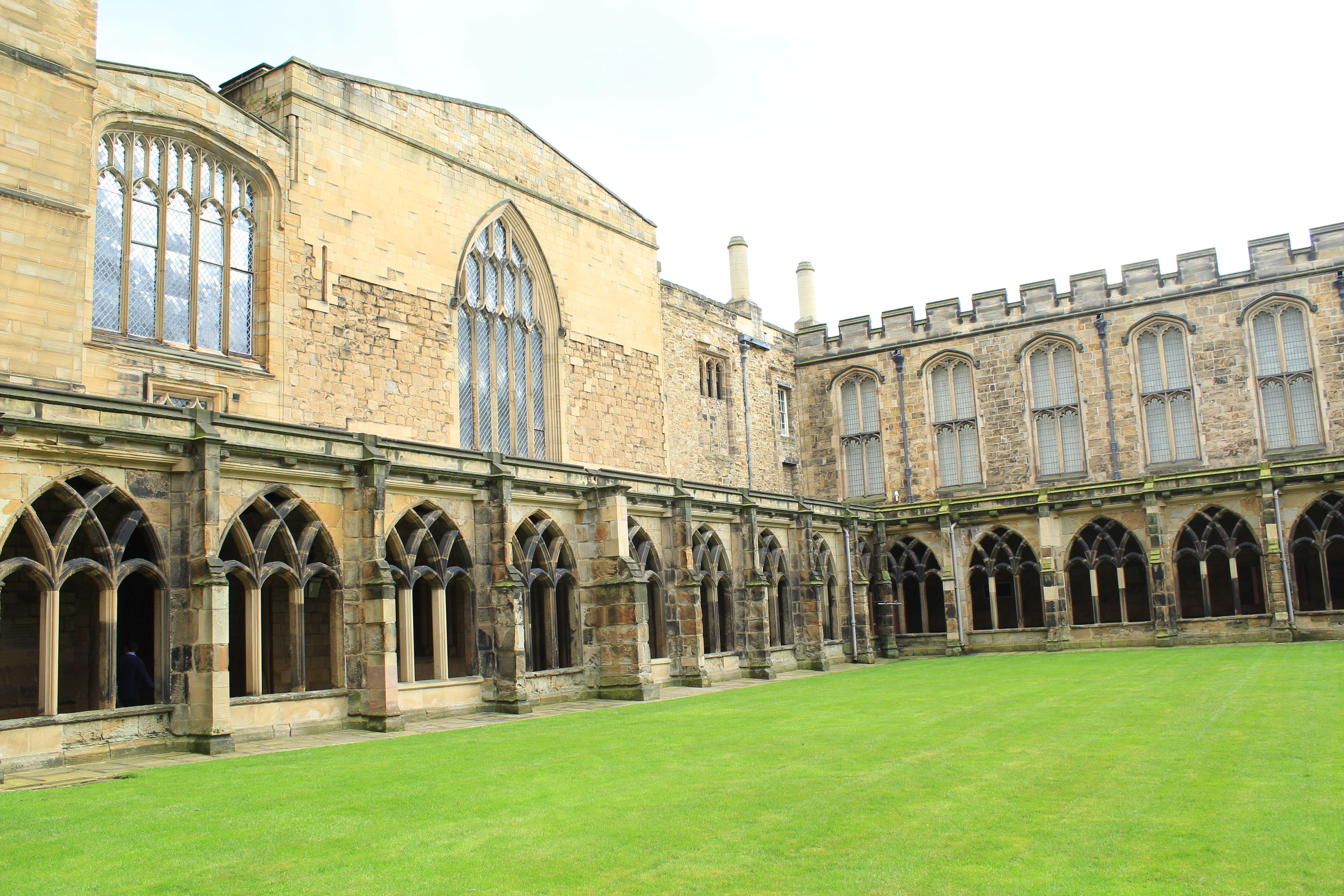
Los claustros de la catedral de Durham.

### Siglo XX

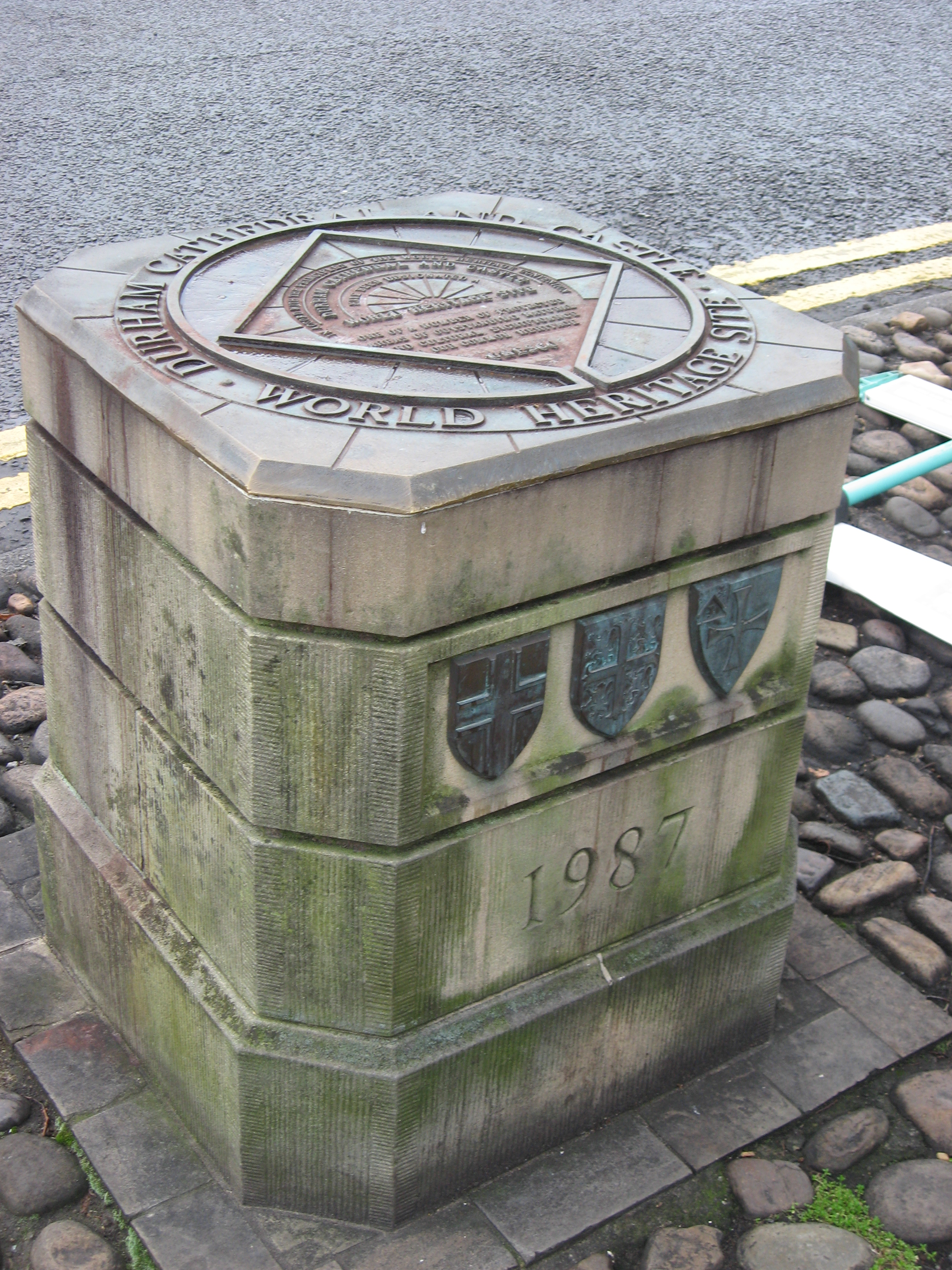
Patrimonio de la Humanidad de Durham

En los años 1930, bajo la inspiración del deán Cyril Alington, empezaron obras para restaurar el Santuario de San Cutberto detrás del Altar Mayor como un foco apropiado de veneración y peregrinación, y fue reiniciado después de la Segunda Guerra Mundial. Los cuatro candeleros y probador colgante (h. 1950) fueron diseñados por Ninian Comper.
En otros lugares del edificio en los años 1930 y 1940 vio el añadido de varios vitrales elaborados por Hugh Ray Easton. La ventana Daily Bread de Mark Angus data del año 1984. En 1986, la catedral, junto con el castillo cercano, fue nombrada Patrimonio de la Humanidad de la Unesco. El comité encargado de tomar la decisión clasificó la catedral bajo los criterios C (ii) (iv) (vi), señalando que «La Catedral de Durham es el mayor y el más perfecto monumento del estilo arquitectónico normando en Inglaterra».
En la capilla Galilea se añadió una estatua de madera de la Anunciación elaborada por el artista polaco Josef Pyrz en 1992, el mismo año que la ventana Stella Maris («Estrella del mar») de Leonard Evetts. En 1996, la Gran Puerta Occidental fue el entorno en el que se colocó al instalación de videollamada The Messenger («El mensajero») elaborada por Bill Viola.
También ha sido utilizada en películas y actuaciones teatrales: así, en la saga de Harry Potter la catedral ha aparecido como el Colegio Hogwarts de Magia y Hechicería, aunque con una aguja añadida digitalmente a su torre para hacerla parecer más estilizada. Vistas del interior de la catedral también aparecieron en la película Elizabeth (1998). Aparece también en televisión, en el último episodio de la Temporada 5 de Inspector George Gently.

### SigloXXI
Dos grandes pancartas de batik representando a los santos Cutberto y Osvaldo, añadidos en 2001, son la obra de Thetis Blacker.
Hoy en día, la catedral sigue siendo la sede del obispo de Durham.
A comienzos de este siglo dos de los altares en la Capilla de los Nueve Altares en el extremo este de la catedral fueron vueltos a dedicar a santa Hilda de Whitby y santa Margarita de Escocia: una llamativa pintura de Margarita (con su hijo, el futuro rey David) por Paula Rego fue dedicado en 2004.  Muy cerca una placa, instalada primero en 2011 y vuelta a dedicar en 2017, conmemora a los soldados escoceses que murieron como prisioneros en la catedral después de la batalla de Dunbar en 1650. Los restos de algunos de estos prisioneros han sido ahora identificados en una fosa común descubierta durante las obras de construcción en 2013 justo en el exterior del recinto de la catedral cerca de Palace Green.
En 2004 dos esculturas de madera elaboradas por Fenwick Lawson, Pietà y Tumba de Cristo, fueron colocadas en la Capilla de los Nueve Altares, y en 2010 una nueva vidriera de la Transfiguración por Tom Denny fue dedicada en memoria de Michael Ramsey, antiguo obispo de Durham y el arzobispo de Canterbury.
En 2016 edificios monásticos anteriores alrededor del claustro, incluyendo el dormitorio de los monjes y la cocina del prior, fueron reabiertos al público como Tesoro abierto, una amplia exposición mostrando las posesiones y la historia de la catedral.
El historiador de Arquitectura Dan Cruickshank seleccionó la catedral como una de sus cuatro elecciones para la serie documental de televisión de 2002 para la BBC Britain's Best Buildings.
En noviembre de 2009 la catedral presentada en el festival Lumiere cuyo rasgo principal era la «Corona de luz» iluminación del frente norte de la catedral con una presentación de 15 minutos que contaba la historia de Lindisfarne y la fundación de la catedral, usando ilustraciones y texto de los evangelios de Lindisfarne. El festival Lumiere fue repetido en 2011, 2013, 2015, y 2017.
En 2017 una nueva zona de exposición de «Tesoro abierto» se abrió, presentando el ataúd del siglo VIII, de madera, de san Cutberto, cn su cruz pectoral en oro y granate, un altar portátil y un peine de marfil.

## Arquitectura

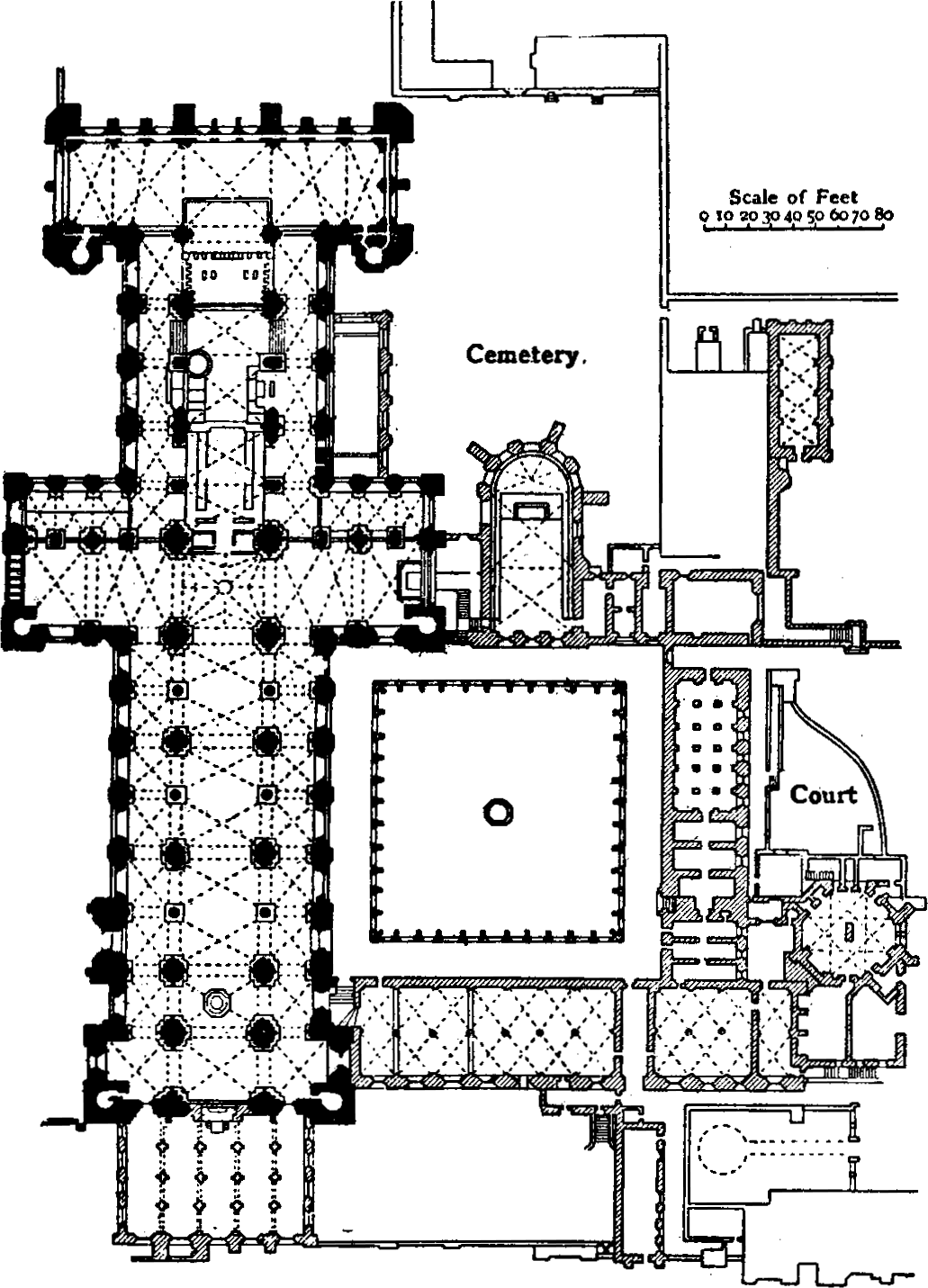
Planta

En el marco de la arquitectura normanda, el punto de la conjunción entre la tradición arquitectónica, lingüística y técnica francesas y la capacidad innovadora de los constructores ingleses está representado por la Catedral de Durham, que con la Catedral de Espira y ClunyIII constituye una de las primeras grandes construcciones enteramente abovedadas del románico maduro. El organismo originario de la catedral se compone de un cuerpo longitudinal grande y alargado de tres naves, sobre pilares alternados, con matroneum, amplio transepto y triple coro. La catedral ilustra, en su escansión cronológica, las etapas fundamentales de la construcción de un edificio de carácter todavía románico (excepto por las bóvedas) por el uso estructural de las paredes muy gruesas, por el poderoso sentido de masa plástica de los pilones cilíndricos y de las enormes pilastras. En el coro se construyen, entre 1099 y 1104,las primeras grandes bóvedas de ojivas:una innovación a la vez lingüística y técnico-constructiva que pretende aligerar y elevar la pared del románico y que anticipa así rasgos y formas de la arquitectura gótica. 
La elección del tipo de bóveda que se hace en Durham marca el momento en que el problema de garantizar la solidez de la cubierta se transforma en un problema estático más general: el de garantizar estabilidad a la construcción en su conjunto. Los contrafuertes arqueados escondidos los bajotechos situados correspondientes con las galerías adoptan ya la forma y la función de arcos rampantes destinados a sostener las bóvedas centrales.
La estructuración de la impresionante nave, por la respiración y dimensiones, equilibra la solidez de la masa con las elevadas proporciones de las arcadas y la altura de las bóvedas.
La fachada con dos torres y la maciza torre sobre el crucero exaltan la majestuosidad del edificio, mientras que el desarrollo longitudinal del flanco septentrional revela plenamente los 143 metros de longitud de la nave. 
Se sitúa junto al monasterio y al castillo, sobre una altura defensiva mirando al río Wear. Esta ubicación elevada acentúa la impresión del poder y la solidez de la arquitectura normanda y del espíritu del románico en Inglaterra
La tumba de san Cutberto queda en el este en el Feretory («Relicario») y fue una vez un monumento elaborado de mármol crema y oro. Sigue siendo un plazo de peregrinación.

## Otros enterramientos
- Stephen Kemble, actor de la famosa familia Kemble
- William de St-Calais, en la sala capitular
- Ranulf Flambard, también en la sala capitular (donde su tumba fue inaugurada en 1874)
- Geoffrey Rufus, también en la sala capitular (donde su tumba fue también excavado en el siglo XIX)
- William of St. Barbara, también en la sala capitular (donde su tumba fue también excavada en el siglo XIX)
- Nicholas Farnham
- Robert Neville – obispo de Durham, en el pasillo sur
- Walter of Kirkham, en la sala capitular
- Robert Stitchill (su corazón solo)
- Robert of Holy Island, en la sala capitular
- Antony Bek (obispo de Durham)
- Thomas Sharp, en la capilla llamada Galilea
- Thomas Mangey, en el transepto oriental
- Richard Kellaw, en la sala capitular
- Thomas Langley, su tumba bloqueando la gran pared occidental (que necesitó la construcción de las dos puertas posteriores al norte y al sur)
- James Pilkington, en la cabeza de la tumba de Beaumont en frente del altar mayor
- Alfred Robert Tucker, afuera de la catedral[34]
- Cyril Alington, deán de Durham y escritor
- John Robson, canónigo de Durham

## Música

### Órgano
En el siglo XVII Durham tenía un órgano realizado por Smith que fue reemplazado en 1876 por Willis, con algunos tubos reutilizados en la capilla del castillo de Durham. Harrison & Harrison trabajaron en el órgano desde 1880, con varios añadidos principales para la lista, y una reforma en 1996. Los casos, diseñados por C. Hodgson Fowler y decorados por Clayton and Bell datan de 1876 y están en las galerías del coro.

### Organistas
El primer organista documentado en Durham fue John Brimley en 1557. Destacados organistas han incluido el compositor Richard Hey Lloyd y el director de coro David Hill.
El actual maestro de los coristas y organista es Daniel Cook, habiendo sucedido James Lancelot en 2017. La suborganista es Francesca Massey.

### Coro
Hay un coro estable de empleados laicos adultos, escolares corales y coristas infantiles. Estos últimos son edicados en la Escuela de coristas. Tradicionalmente los coristas niños son todos niños, pero en noviembre de 2009 la catedral admitió coristas femeninos por vez primera. Las niñas y los niños sirven alternativamente, no como un coro mixto, excepto en grandes festivales como la Pascua, el Adviento y la Navidad donde las dos «líneas altas» se unen.

## Línea meridiana
En 1829 el deán y el capítulo autorizaron la grabación de una línea meridiana sobre el suelo y la pared en el claustro norte. Una abertura circular de alrededor de 2,5 centímetros en la tracería de la ventana adjunta alrededor de 3 metros sobre el nivel del suelo dirige un rayo de luz sobre la línea en el momento preciso cuando el sol pasa el meridiano. Fue construido por William Lloyd Wharton, de Dryburn en la ciudad, y Mr Carr, entonces el Head Master de la Escuela de Durham.

## Citas

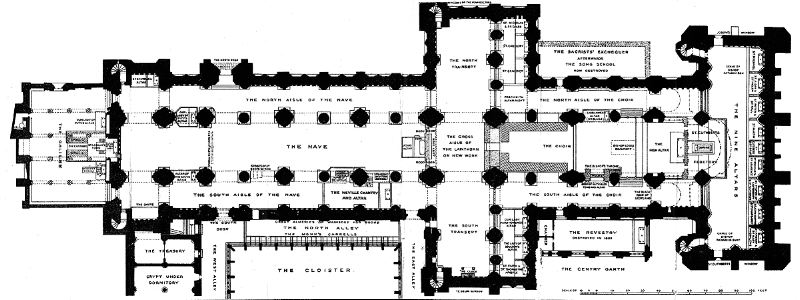
Plano de la catedral de Durham

«Durham es una de las grandes experiencias de Europa a los ojos de aquellos que aprecian la arquitectura, y para las mentes de los que comprenden la arquitectura. El grupo de catedral, castillo y monasterio sobre la roca sólo pueden compararse con Aviñón y Praga." — Nikolaus Pevsner, The Buildings of England («Los edificios de Inglaterra»).
«Me detuve en el puente, admiré y me sorprendí ante la belleza y la gloria de esta escena... fue grandiosa, venerable y dulce, todo al mismo tiempo; nunca vi una escena tan hermosa y magnífica, y, estando contento con esto, ¿me importa ver una mejor?» — Nathaniel Hawthorne sobre la catedral de Durham, The English Notebooks («Los cuadernos ingleses»).
«Con la catedral de Durham llegamos a la incomparable obra maestra de la arquitectura románica, no solo en Inglaterra sino en cualquier lugar. El momento de entrada proporciona una experiencia arquitectónica que nunca se olvidará, una de las mejores ofertas de Inglaterra.» — Alec Clifton-Taylor, Serie English Towns en la BBC (televisión).
«Sin dudarlo le di a Durham mi voto para la mejor catedral en el planeta Tierra» — Bill Bryson, Notes from a Small Island («Notas de una pequeña isla»).
«Torres grises de Durham
Sin embargo, bien amo tus pilares mixtos y macizos
Media iglesia de Dios, medio castillo contra los escoceses
Y mucho para recorrer esos venerables pasillos
Con registros almacenados de escrituras hace tiempo olvidadas».
— Walter Scott, Harold the Dauntless, un poema de sajones y vikingos ambientado en el condado de Durham.

## Galería de imágenes

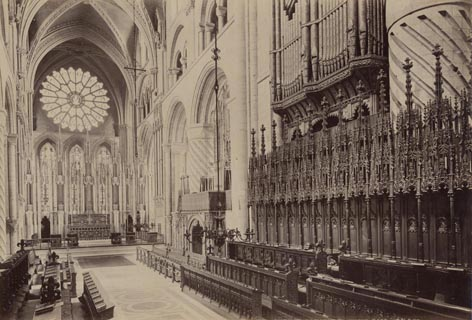
Interior de la iglesia en 1890
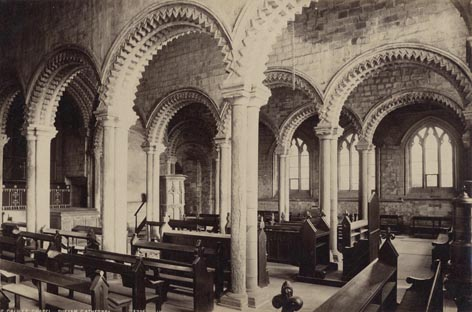
La Capilla Galilea en 1890.
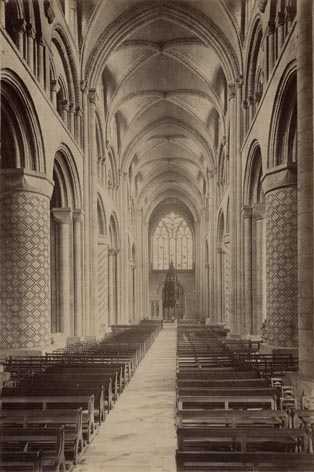
La nave principal en 1890
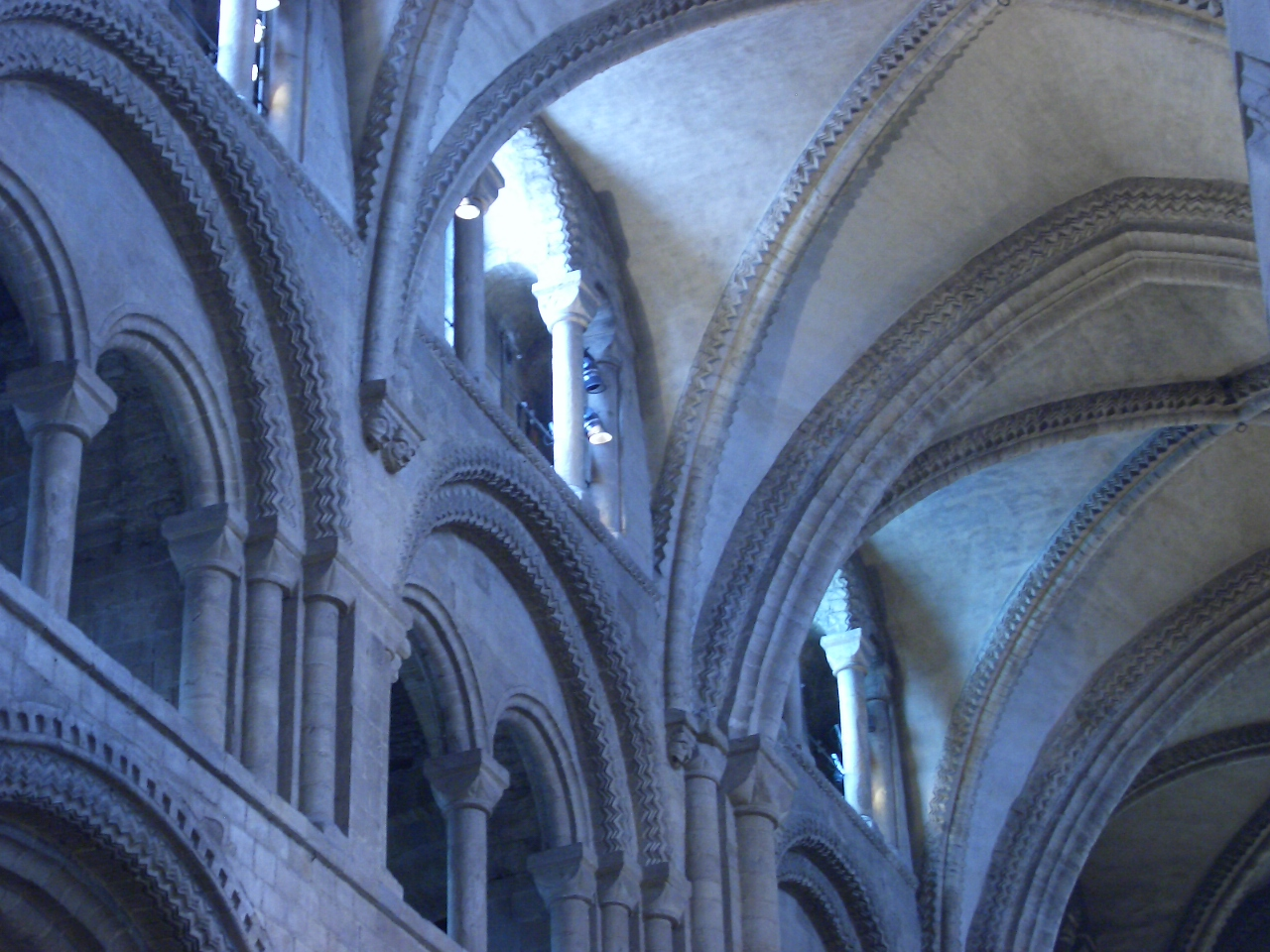
Interior de la catedral
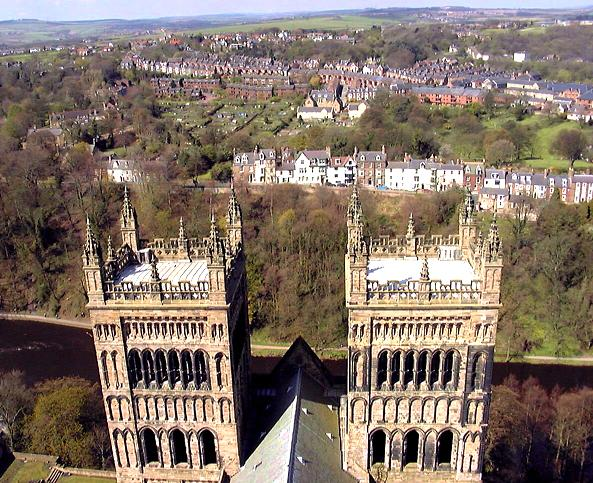
Vista oeste desde la torre principal
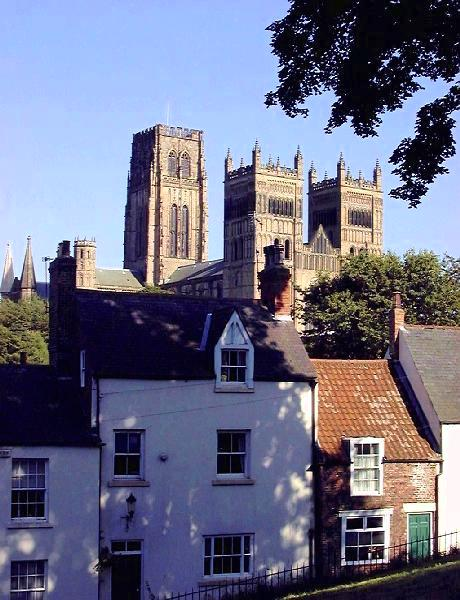
Vista desde el cementerio de St. Margaret
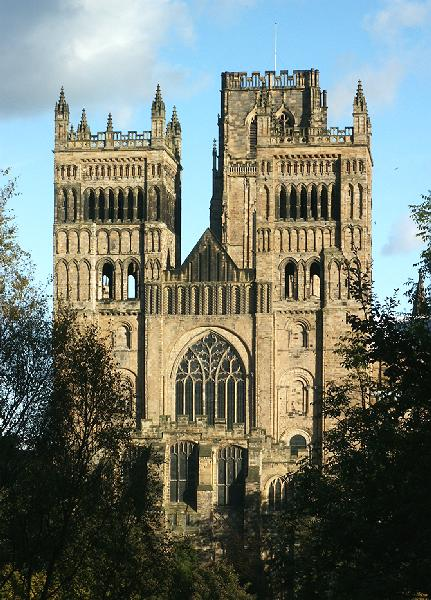
Vista desde South Street
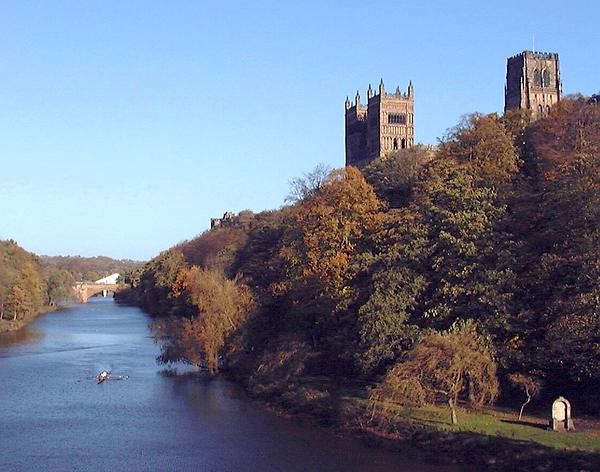
Vista desde el Prebends Bridge
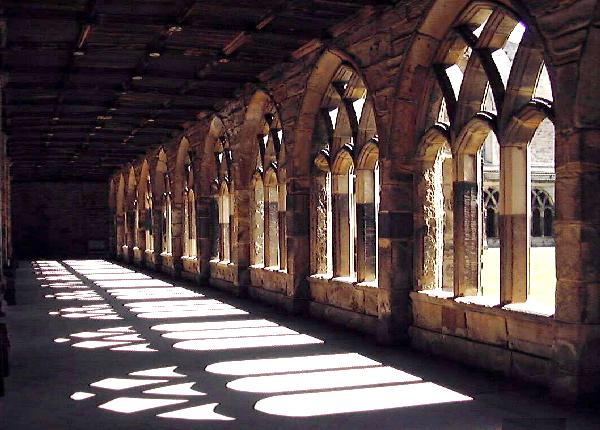
Claustro de la catedral
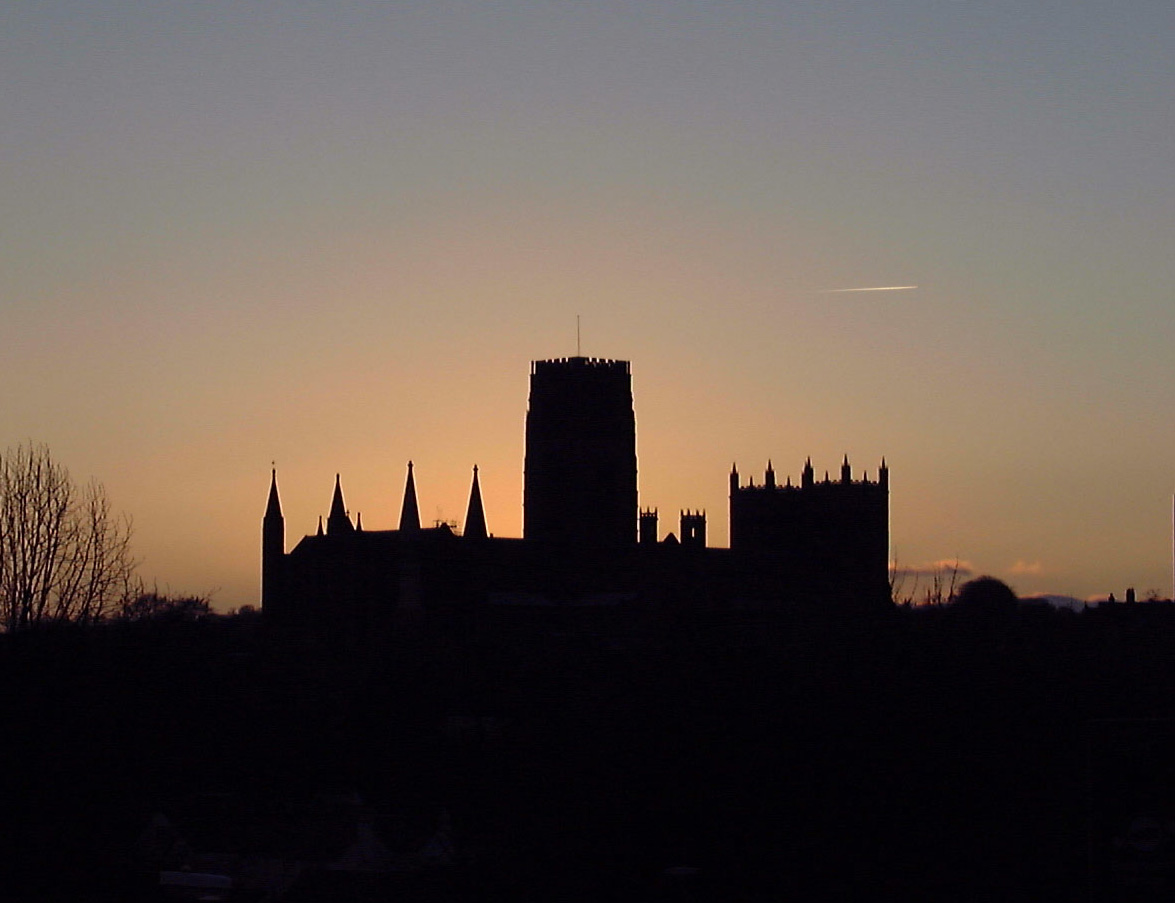
La Catedral al atardecer
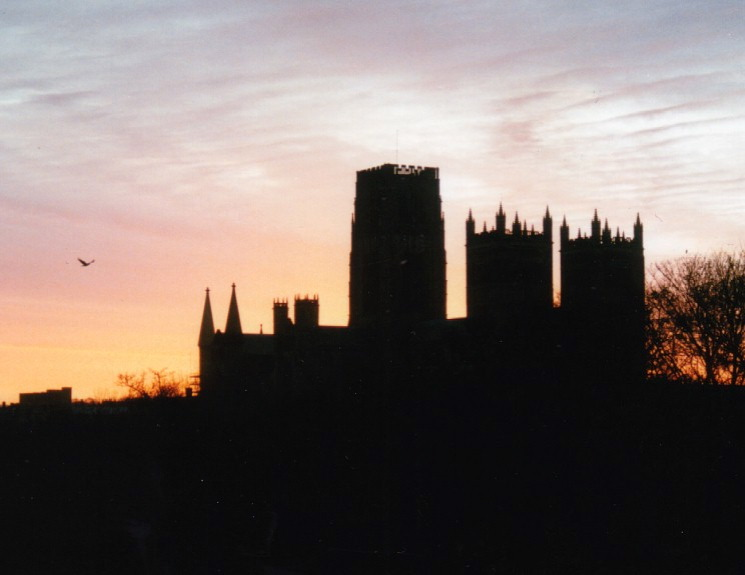
La catedral al amanecer
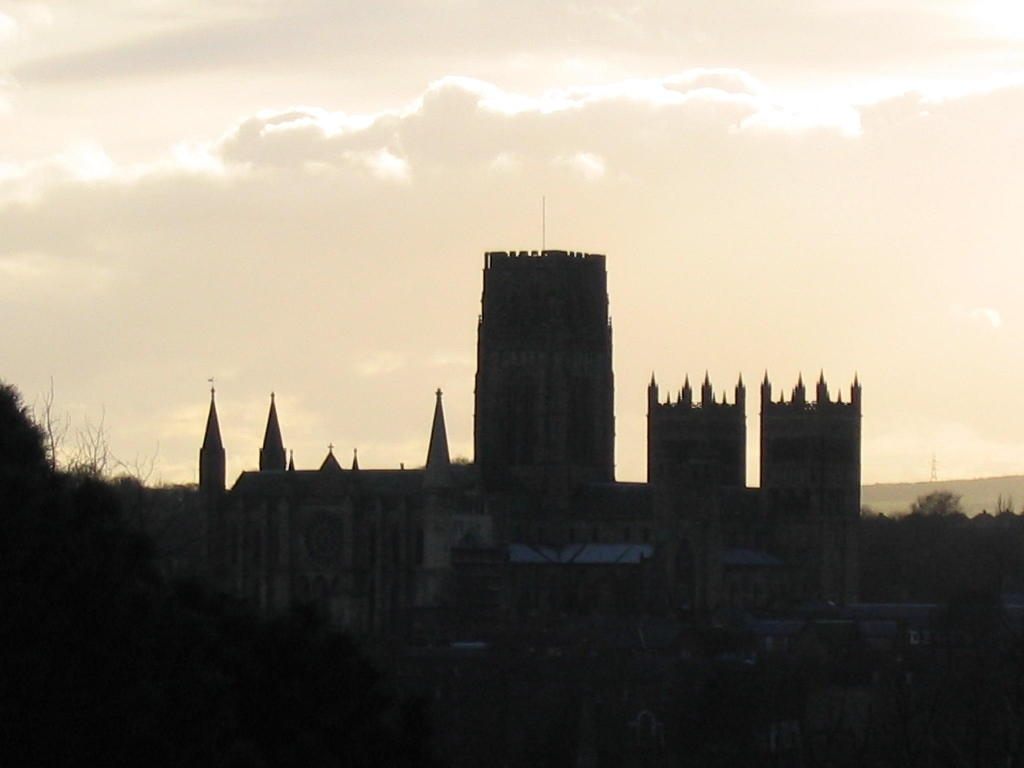
Silueta de la catedral
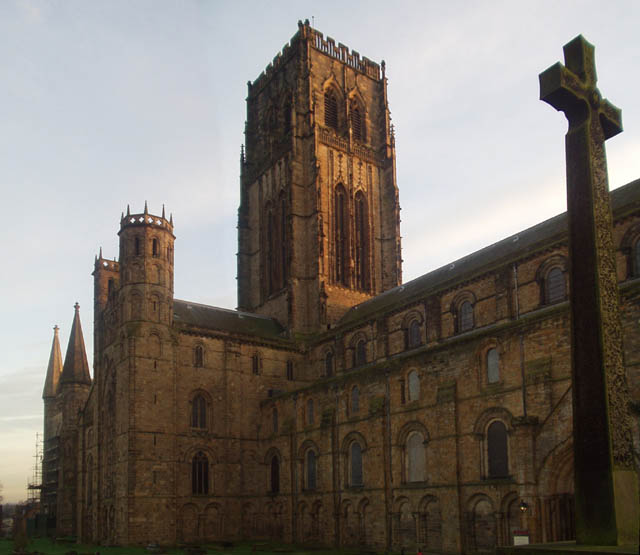
La Catedral desde cerca
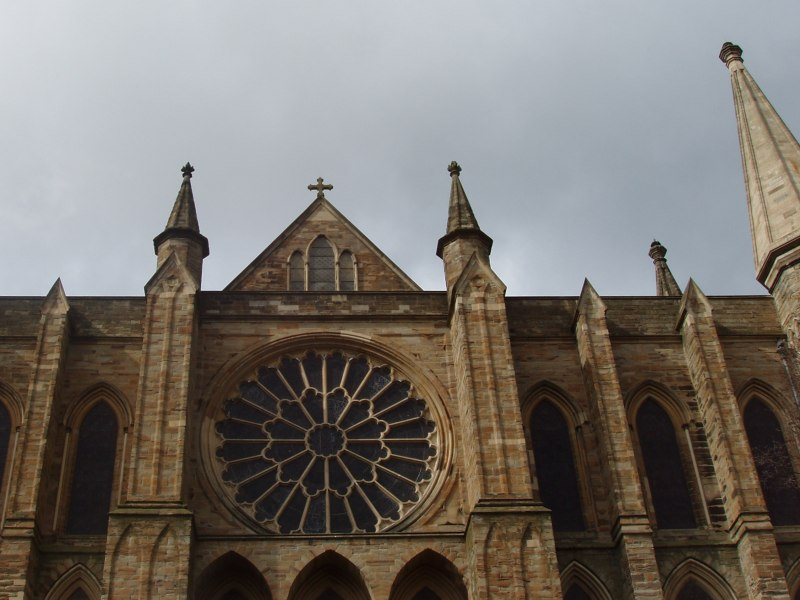
Rosetón de la Capilla de los Nueve Altares